# Sint-Martinuskerk (Ganshoren)
De Sint-Martinuskerk (Frans: Église Saint-Martin) is een rooms-katholiek kerkgebouw te Ganshoren, gelegen aan Fabiolaplein 1.
De Sint-Martinusparochie is de oudste parochie van Ganshoren. Reeds in 1112 was er een kapel. Later stond hier ook een neogotische kerk, die echter plaats heeft gemaakt voor de huidige kerk.
De huidige kerk werd gebouwd in 1970 en architect was Jean Gilson. Merkwaardig is de trapeziumvormige toren, in feite een muur, waarop een kleurig keramisch reliëf werd aangebracht door Zygmunt Dobrzycki. Dit stelt de naastenliefde voor. Ook de plattegrond van de kerk is trapeziumvormig.
De kerk bezit een aantal voorwerpen die uit de vroegere kerk afkomstig zijn, zoals de biechtstoel van 1634, afkomstig uit de Abdij van Dielegem, en een schilderij dat de prediking van Johannes de Doper verbeeldt, en dat wordt toegeschreven aan Ambrosius en Frans Francken.
Voorts vindt men in het koor een bas-reliëf van Frédéric Geilfuss en glas-in-loodramen van Achiel en Theo Meersman. Ook zijn er nog enkele neogotische glas-in-loodramen uit de voorgaande kerk, vervaardigd door H. Heyden. Het orgel is van 1889 en werd gebouwd door de gebroeders Van Bever.